# Монастырь святого Саввы (Александрия)
Патриа́рший монасты́рь преподо́бного Са́ввы Освяще́нного (греч. Ιερά Πατριαρχική Μονή του Οσίου Σάββα του Ηγιασμένου) — монастырь Александрийской православной церкви, расположенный в городе Александрия, Египет.
Монастырь является духовным центром греческой общины города с IV века. На протяжении многих лет монастырь святого Саввы функционировал как патриаршая кафедра, больница, богадельня, приют, школа, общежитие и дом для бедных, а также как кладбище для патриархов, духовенства, монахов, православных и других христиан. Одной из главных святынь храма св. Саввы является стол, рядом с которым, согласно преданию, была обезглавлена александрийская великомученица Екатерина Александрийская.

## История
В конце 310-х годов на этом месте была создана христианская церковь, посвящённая либо апостолам, либо апостолу и евангелисту Марку. Через несколько лет вокруг церкви стали собираться монахи, вскоре были построены кельи, и с этого времени здесь существовал монастырь. Вследствие распространения раскола в Александрийской церкви в VI веке монастырь стал резиденцией православного патриарха Александрийского, признавшего решения Халкидонского собора.
В середине VII века монастырь был разрушен землетрясением, но был восстановлен на средства, данные богатым Александрийцем по имени Савва. По его просьбе он был посвящён преподобному Савве Освященному, который предположительно мог жить в Александрии вместе со своими родителями до поступления в монастырь святой Флавианы.
Во время арабского завоевания Египта монастырь был сожжён. Его восстановление завершил в 889 году при поддержке императора Льва Мудрого Патриарх Михаил II. Реконструкция монастыря проводилась и во времена патриарха Иоакима I в XVI веке.
В этом монастыре Патриарх Александрийский Мелетий Пигас (1590—1601) основал первую Патриаршую школу для обучения священнослужителей Александрийского Патриархата. Целью школы была подготовка православных пастырей перед лицом активного прозелитизма со стороны Римско-католической церкви и протестантских миссий.
Посетивший в 1651 году Египет русский монах Арсений (Суханов) писал, что в Александрии в распоряжении Александрийского Патриархата был один монастырь святого Саввы, причём в одной части монастырского храма служили православные, а в другом имелось два престола, на которых служили католики.
В 1652 году монастырь святого Саввы снова был сожжён вместе со всеми монахами. Патриарх Паисий восстановил монастырь в 1676 году.
Ремонтные работы в монастыре проводились и в последующие столетия: в 1875 году патриархом Софронием IV (1870—1899) при поддержке Георгиоса Аверофа, а также патриархами Фотием (1900—1925) и Христофором II (1939—1967).
Во второй половине XX века Патриарх Николай VI принял решение о сломе всех монастырских построек (за исключением храма) из-за опасности их обрушения и строительстве нового монастырского корпуса. Реставрация монастыря святого Саввы Освященного была завершена в последние годы XX века во время патриаршества Петра VII.
В 2006 году по инициативе Патриарха Феодора II была восстановлена Патриаршая школа святого Афанасия.
18 января 2010 года был открыт музей монастыря Святого Саввы, посвященный памяти Патриарха Николая VI. Музей стал хранилищем многих сокровищ Александрийского патриархата, в том числе исторически ценных икон, изданий, патриархальных и иерархических облачений.